# سيدني أرنولد
سيدني أرنولد (بالإنجليزية: Sidney Arnold)‏ هي راقصة على الجليد أمريكية، ولدت في 1933.